# تناسخ

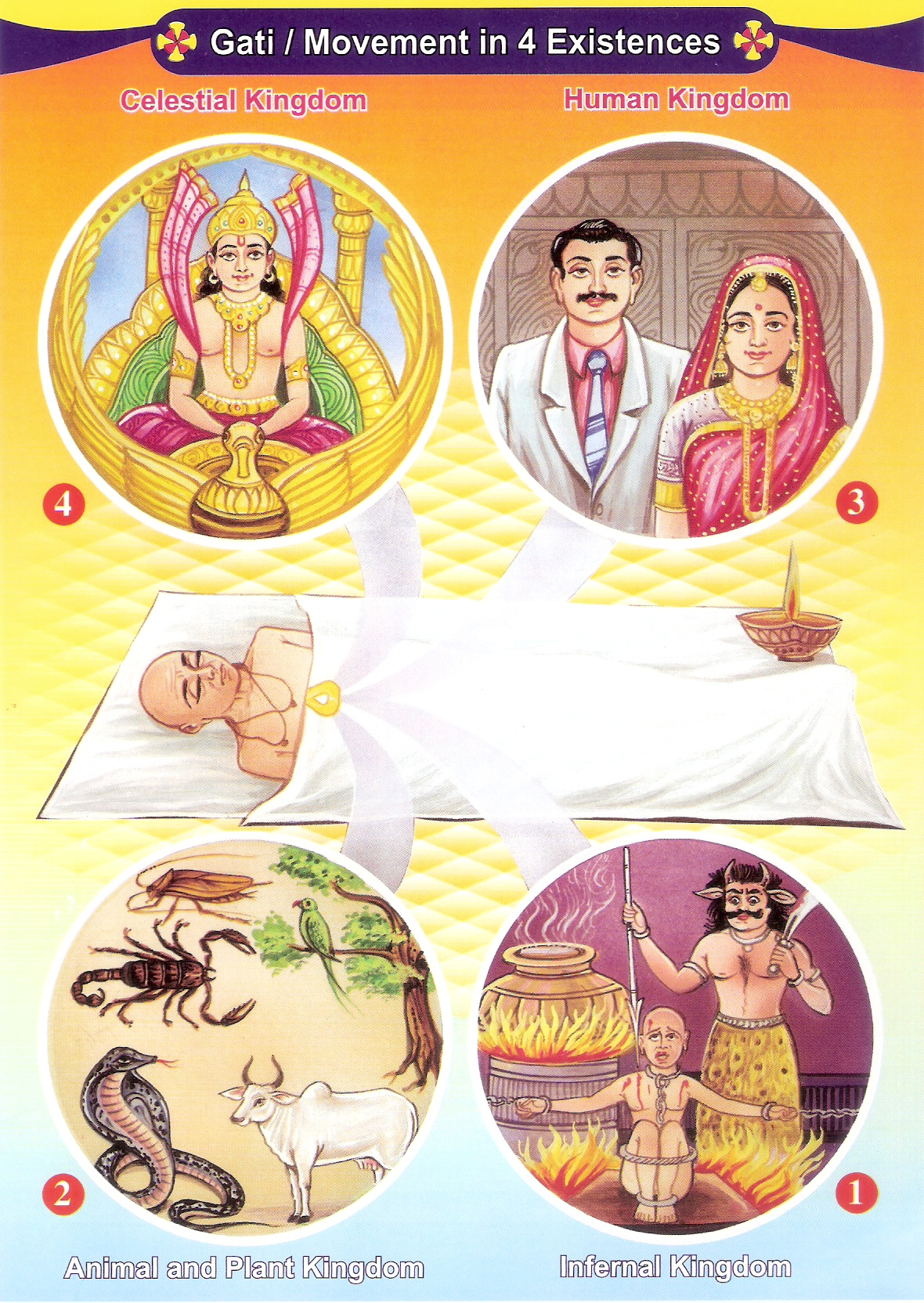
در آیین جینیسم، یک روح بسته به کارمای خود به هر یک از چهار حالت وجودی پس از مرگ سفر می‌کند. حالت بهشتی (والاترین حالت وجودی)، حالت انسانی، حالت جانوری، و حالت جهنمی (پست‌ترین حالت وجودی)

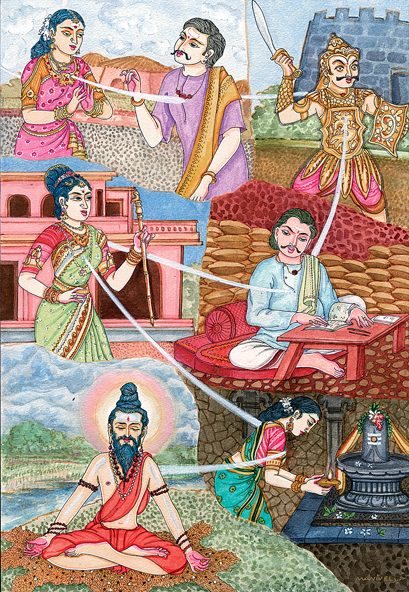
تصویر تناسخ در هنر هندو: نگاره فردی را نشان می‌دهد که در دنیا چندین زندگی گوناگون داشته‌است.

بازْزایی یا تناسخ یا سَمساره یا تجدید حیات یا زادْمُرد گونه‌ای اعتقاد فلسفی یا مذهبی است که در آن، جوهر غیر فیزیکی یک موجود زنده پس از مرگ بیولوژیکی، زندگی جدیدی را در شکل یا بدن فیزیکی متفاوت آغاز می‌کند. رستاخیز فرایند مشابهی است که در برخی ادیان فرض شده‌است، و در آن روح در همان بدن زنده می‌شود. روح در اکثر باورهای مربوط به تناسخ، فناناپذیر تلقی می‌شود و تنها چیزی که فنا می‌پذیرد، بدن است. پس از مرگ، روح به یک نوزاد (یا حیوان) جدید منتقل می‌شود تا دوباره زندگی کند. اصطلاح انتقال به معنای انتقال روح از بدنی به بدن دیگر پس از مرگ است.
تناسخ یک باور عامیانه به معنای تولد دوباره پس از مرگ است و در آیین هندو به چرخهٔ زندگی و مرگ و انتقال روح از جسم مرده به جسمی تازه و تکرار زایش و مرگ گفته می‌شود. طبق آیین هندو این چرخه تا زمانی که روح از آلودگی‌ها، غفلت‌ها و نادانی‌ها پاک نشده‌است ادامه می‌یابد.
تناسخ یک باور اصلی در ادیان هندی است (یعنی هندوئیسم، بودیسم، جینیسم و سیک‌گرایی)؛ اما گروه‌هایی هستند که به تناسخ اعتقاد ندارند ولی در عوض به زندگی پس از مرگ معتقد هستند. اگرچه اکثر فرقه‌های مسیحیت و اسلام معتقد نیستند که افراد تناسخ می‌یابند، اما گروه‌های خاصی در این ادیان به تناسخ اشاره می‌کنند. این گروه‌ها شامل اصلی‌ترین جریان‌های تاریخی و معاصر کاتاریسم، علویان، اهل حق (یارسان)، آیین مانوی، دروز، و چلیپای گلگون هستند. تبدیل نقطه به خط و حروف و اعداد مراحل تکامل این تفکر است و همان است که فیثاغورثیان، عدد را نقطۀ اولای کل عالم می‌دانستند و حاج محمدکریم خان رئیس طایفه شیخیه کرمان می‌گفت: «اکمل اعداد عدد هفت است».
تناسخ در اشکال گوناگون، به عنوان یک اعتقاد باطنی در بسیاری از جریانات یهودیت از جنبه‌های مختلف اتفاق می‌افتد، در برخی از اعتقادات مردم بومی قاره آمریکا، و برخی از بومیان استرالیا (هر چند اکثر آنها به زندگی پس از مرگ یا جهان روح معتقدند). اعتقاد به تولد مجدد توسط شخصیت‌های تاریخی یونان، مانند فیثاغورس، سقراط و افلاطون و همچنین در ادیان مختلف وجود دارد.
روابط تاریخی بین این فرقه‌ها و اعتقادات مربوط به تناسخ که از ویژگی‌های نوافلاطونی، اورفیسم، هرمتیسم، مانوئیسم و عرفان دوران روم و همچنین ادیان هند است، موضوع تحقیقات علمی اخیر بوده و در دهه‌های اخیر، بسیاری از اروپایی‌ها و آمریکایی‌های شمالی علاقه به تناسخ پیدا کرده‌اند و بسیاری از آثار معاصر خود از آن یاد می‌کنند.
فلسفهٔ اعتقاد به تناسخ به اعتقاد هندیان به کارما یا «قانون تاوان» بازمی‌گردد. بدین صورت که هندوها معتقد بودند که پاداش و عذاب در همین جهان رخ می‌دهد. اگر انسان در زندگی فرد نیکی باشد زندگی راحت‌تری خواهد داشت. سپس این سؤال مطرح شد که: «چرا افراد نیکی وجود دارند که زندگی آن‌ها سرشار از رنج است؟» در پاسخ به این سؤال فرضیهٔ تناسخ یا وازایش مطرح شد. که می‌گفت روح انسان پس از مرگ دوباره در قالبی جدید به این جهان بازمی‌گردد و نتیجهٔ اعمال زندگی‌های قبلی را در این زندگی می‌بیند. به این چرخهٔ زایش‌های مجدد نام تناسخ را داده‌اند.
تعریفی متداول از نسخ و مسخ و رسخ و فسخ بترتیب عبارت است از انتقال روح انسان به جسم انسان دیگر، انتقال روح انسان به جسم حیوان، انتقال روح انسان به جسم گیاه، انتقال روح انسان به جسم جماد

## واژگان و ریشه‌شناسی
تناسخ یک واژه عربی است. در ادبیات ایرانی میانه، به ویژه زبان‌های ایرانی خاوری که با فرهنگ‌ها و تمدن‌های شرقی همچون هند و چین نزدیک‌تر بوده و سنت ترجمه از زبان‌های سنسکریت، تبتی و چینی نیز وجود داشته، واژگان و اصطلاحات به گونه‌های زادْمُرد (به پارتی مانوی: 𐭆𐭀𐭃𐭌𐭅𐭓𐭕/ zādmurd به سغدی: ܙܐܠܡܘܪܕ/ ܙܐܬܡܘܪܬ z'tmwrδ /z'δmwrd) یا سَنْسار (به سغدی: ܣܢܟܣܐܐܪ snks''r) یا آژی‌مَرچ (به سغدی: ܐܐܙܝܡܪܤܗ zymrch'') دیده شده‌اند.

## تناسخ از منظر تفکر بودایی
ما معمولاً اهدافی برای خود خلق می‌کنیم و به سوی آنها حرکت می‌کنیم. ما امیدواریم به اوج رضایت پایدار حرکت کنیم و این امیدواری ما را پیوسته مشغول می‌سازد. ما دائماً در حال شنا به جایی هستیم که فکر می‌کنیم ساحل ست؛ چیزی که احساس می‌کنیم پاسخ مشکل ماست: خواه یک رابطه عاشقانه جدید، خواه درمان یک بیماری، خواه راهی برای جوان ماندن و خواه رسیدن به ثوابی ملکوتی. در کل آنچه فکر می‌کنیم جواب ما خواهد بود خود به عامل افزایش رنج بدل می‌شود؛ پس دوباره به دنبال راه حل می‌گردیم. این چرخه بی پایان است. معادل سانسکریت این زنجیره چرخشی سمسارا است. تا وقتی که در غفلت زندگی می‌کنیم وجود سمسارایی بی پایان است. هدف آیین بودایی شکستن این چرخه است. انسانی که به درجه بودا شدن می‌رسد از چرخه سمسارا رها شده و به آرامش، صلح و رضایت برتر یا نیروانا می‌رسد. از منظر تفکر بودایی، در اصل در دنیای سمسارا هیچ چیز واقعی نیست. وجود این چرخه در اصل به دلیل اعتقاد کذب از مفهوم خویشتن ریشه می‌گیرد که در اصل یک اعتقاد خیالین است. هنگامی که انسان به روشنایی یا نیروانا می‌رسید می‌گوید من یک اسم، یک تاریخچه شخصی، انبوه خاطرات و رؤیا دارم اما هنگامی که دقیق نگاه می‌کنم این‌ها موهومی اند. من حال به دنبال چیزی هستم که دیگر برای من پنهان نیست: منی که از تصاویر ذهنی پاک شده‌است درست مثل قطره بارانی که به اقیانوس می‌پیوندد و ابری که در آسمان ناپدید می‌شود. در این هنگام، زمانی که سیدارتا به این شناخت رسید و بودا شد گفت من زمین را به رهایی ام از چرخه تولد و مرگ شاهد می‌گیرم. شگفتا این روشنایی طبیعت همه آدمیان است حال آنکه مردم از فقدان آن رنج می‌برند و در چرخه بی پایان و موهومی سمسارا گرفتارند. از نظر این تفسیر وجود روحی که ممکن است تناسخ داشته باشد انکار می‌شود و صرفاً بر وجه روانی افراد تأکید دارد. ایده تناسخ گاهی برخی افراد که تصور دقیق و منطقی از ادیان شرقی و آیین بودا ندارند را هیجان زده کرده‌است چرا که گویا برای آنها حیات جاودانه را تضمین می‌کند ولی این تصور صرفاً یک سوءتفاهم است. با این حال بسیاری از فرقه‌های بودایی به تناسخ روحانی اعتقاد دارند و در این مورد بین بودایی‌ها اختلاف نظر وجود دارد.

## ادیان معتقد به تناسخ
شاید هیچ اعتقاد مذهبی به اندازه تناسخ در طول تاریخ دچار تغییر و دگرگونی نشده باشد. طبق اسناد به جا مانده و تحقیقات به عمل آمده، هر گروه و فرقه‌ای بنا برخاسته‌ها، امیال و انتظاراتش این باور را شخصی‌سازی می‌نموده‌است.

### هندوئیسم
در هندوئیسم، روح (آتمن) جاودانه و نامیرا است، در حالی که جسم تولد و مرگ دارد. روح، جسم را مانند لباس کهنه ترک می‌گوید و لباس نو می‌پوشد.
برهمن‌ها به ایده وازایش (تناسخ) معتقد هستند؛ یعنی هر وقت موجودی از بین برود، روح آن از کالبد جدا شده و در همین دنیا به کالبد موجود دیگری درمی‌آید.

### بودایی
به استناد کتب مقدس، بودا معتقد به نوعی از وازایش (تناسخ) بود.
در آیین بودا، وازایش، مطلقاً به معنای حرکت روح یا «نفس» از یک کالبد به کالبد دیگر نیست. این برداشت شبهه انگیز، از اخلاط اندیشه هندو و فلسفه بودایی ناشی شده، حال اینکه در آیین بودا، موجودات دارای «خود» یا بخش پایدار وجود، نبوده و بنابر این، انتقالی صورت نمی‌گیرد.
تمثیل بودا در این باب چنین است که همانگونه که با آتش یک شمع روشن، می‌توان شمعی دیگر را روشن کرد (آتش شمع اول، علّت روشنایی شمع دوم است)، آگاهی یک موجود، می‌تواند باعث پدیداری واحد(های) آگاهی دیگر شود.

### تائوئیسم
در تائوئیسم افرادی را می‌بینیم که در قالب افراد متفاوت در زمان‌های مختلف زندگی کرده‌اند. در متن مقدس چانگ تزو آمده‌است: تولد آغاز نیست، مرگ پایان نیست، وجود داشتن بدون محدودیت است. ادامه یافتن بدون آغاز است.

### یارسان (اهل حق)
«دونادون»، «دون به دون» یا «جامه به جامه» مفهومی در آیین یارسان یا اهل حق است که ارتباط نزدیکی با مفهوم تناسخ و حلول روح دارد. در دین یارسان، تناسخ به این مفهوم که روح بی هدف از یک کالبد به کالبد دیگر منتقل شود کاملاً نفی شده و از اساس رد می‌شود. اما مفهوم دیگری به نام دون‌به‌دون شدن (که در ظاهر به فلسفه تناسخ شباهت دارد) حقیقتی جدا نشدنی از جهانبینی یارسانی است. یارسان می‌گوید که هر روحی باید در زمانی محدود (۵۰ هزار سال) سیری را برای تکامل خود طی کند و آن را با دونادون می‌شناسند.
روح باید جسم‌ها و جامه‌های مختلف از جمله مرحله جانوری، نباتی، جمادی و … را طی کند و در هر مرحله روح وارد عالم برزخ می‌شود و پس از رسیدگی به اعمال روح و سنجش اعمالی که روح با اختیار خود به‌دست آورده دوباره روح با توجه به استحقاق خود به صورت نوزاد در خانواده مستحق خود (مثلاً در جامه انسانی) در خانواده ثروتمند یا فقیر و … مورد آزمایش قرار می‌گیرد؛ و بعد از طی هزار دون (دون هزار و یکم) روح انسان کامل می‌شود و ذات خدایی در آن روح نایل می‌شود. البته روح‌هایی وجود دارد که کمتر یا بیشتر از هزار دون را طی می‌کنند و این بستگی به دلایل مختلف از جمله ریاضت و لطف خداوند و … دارد. در تناسخ اعتقاد به حلول روح است ولی در دونادون اعتقاد بر تجلی و مظهریت ذات بر روح است و …

### شیعیان علوی
برخی شیعیان معروف به غُلات شیعه نیز به باززایی اعتقاد دارند و آن را با رجعت یکی می‌دانند.

### سیکیسم
پیروان آیین سیک نیز به تناسخ و حلول روح در وجود دیگر پس از مرگ معتقد اند.

## دیدگاه‌های دیگر
عده‌ای مانند شهرستانی و جان ناس معتقدند عقیده به تناسخ عقیده‌ای گسترده در سطح جهان است:
- شهرستانی می‌گوید: «فرقه‌ای نیست که در آن تناسخ جایگاه محکمی نداشته باشد.»[۱۸]
- جان ناس می‌گوید: «عقیدهٔ به تناسخ منحصر به مردم هند نیست، بلکه تمام مذاهب عالم از بدویان وحشی گرفته تا مردم پیشرو که دارای فرهنگی متعالی می‌باشند همه کم و بیش قدمی در راه عقیده به تناسخ برداشته‌اند.»[۱۹][۲۰]

در مقابل عدّه‌ای معتقدند این عقیده در ادیان نبوده و بعداً به دلایلی وارد ادیان شده‌است.
- سید حسن ابطحی می‌گوید: «در کلّ جریاناتی که قائلین به تناسخ [برای اثبات] نقل کرده‌اند مانند … (اگر واقعیت داشته باشد) ممکن است ارواح خبیثه (شیاطین) برای انحراف مردم از حقیقت دخالت داشته و آن‌ها خود را به جای سوژه یا روح متوفّا قرار داده و با طرف مقابل به گفتگو برخاسته‌اند.»[۲۱]